# Despido procedente (película)
Despido procedente (en inglés, Dismissal y en Argentina, Retiro voluntario) es una película española de comedia de 2017 dirigida y escrita por Lucas Martín Figueroa Granados que tiene como protagonistas a Imanol Arias, Hugo Silva y Darío Grandinetti.
La película que tiene como lema en su cartel “un pequeño error, una gran consecuencia” narra la historia de un ejecutivo de una multinacional que al entregar mal una dirección a un desconocido este empieza a acosarle provocándole numerosos problemas y dificultándole su vida laboral y privada.

## Argumento
El principal protagonista es Javier (Imanol Arias) un alto ejecutivo español de una multinacional de telecomunicaciones en Buenos Aires. Javier que se encuentra en una semana muy importante de su vida debido a la decisión de Omar (Miguel Ángel Solá), el director de recursos humanos, de ajustar la plantilla se ve obligado a buscar alguna solución alternativa para recortar gastos al igual que su compañero español Sam (Hugo Silva) con el que tiene una relación más cercana y que ya está adaptado al país.
Sin embargo, todo empieza a torcerse tras un simple error: entregar mal la dirección de una calle a una persona cualquiera. Desde entonces esta persona que prácticamente hasta el final no se sabe su identidad exacta es Rubén (Darío Grandinetti) que se dedica a hacer la vida imposible a Javier hasta que le pague una cantidad económica, ya que llegó tarde a la entrevista de trabajo que tenía al indicarle mal la dirección.
Javier cada vez tiene más problemas a nivel laboral y también personal. Rubén le chantajea, los despidos en su sección no paran y Sam le traiciona, poniéndole los cuernos con su mujer. Javier se dedica a investigar la identidad del acosador y a buscar soluciones para recortar los gastos de la empresa con la ayuda de Eduardo (Luis Luque), vigilante de seguridad de la empresa, y de Raulito (Tomás Pozzi), el técnico de informática de la empresa.
Al día siguiente, Omar comunica a Javier que la policía se está dirigiendo a la empresa debido a que los archivos que había robado Javier están bajo alarma. Omar obliga a Javier a que renuncie a la empresa sin tener que pagarle bonus ya que la otra opción era salir detenido. Javier cuando está saliendo de la empresa observa que Rubén está hablando con Omar lo cual le enfada mucho y le lleva al punto de secuestrar al hijo de Rubén, Rufino (Juan Grandinetti), que es discapacitado. A partir de este momento Javier y Rubén se encuentran en los exteriores de un estadio de fútbol y lo que parecía que podía acabar en un enfrentamiento, acaba en la confesión de Rubén. Este le confiesa que trabajaba con Omar para conseguir dinero, precisamente al bonus que renunciaba Javier, pero se da cuenta de que no ha obtenido el dinero.
La historia cambia y Javier, Rubén, Eduardo, Raulito, Rufino y Marita (Valeria Alonso), la secretaria de Javier, se unen para hundir a la empresa. Con ello consiguen adentrarse en la empresa y publicar en una reunión importante los datos que había conseguido Javier que indicaban gastos extraordinarios como cenas, fiestas, etc.
En la última escena Javier, Rubén, Eduardo, Raulito, Rufino y Marita, embarazada de Javier, salen juntos en una comida recibiendo sus respectivos bonus de la empresa y dedicando ese dinero a una empresa que tiene pensada Rufino. Encienden la televisión y ven como Sam se ha convertido en el nuevo jefe de la multinacional.

## Reparto
- Imanol Arias como Javier
- Darío Grandinetti como Rubén
- Hugo Silva como Sam
- Miguel Ángel Solá como Omar
- Luis Luque como Eduardo
- Tomás Pozzi como Raulito
- Valeria Alonso como Marita
- Juan Grandinetti como Rufino
- Paula Cancio como Cristina
- Jorge Castro como Nacho
- Chani Martín como Agente de Seguridad 1
- Abraham Fuya como Agente de Seguridad 2
- Pedro Casablanc como Presidente Telecom España
- Jorge D'Elía como Presidente Telecom Argentina
- Nelson Dante como Jefe de Mantenimiento
- Roberto Drago como Diego
- Ezequiel Herrera como Profesor Tango
- Agustín Bellusci como encargado Dto. Financiero
- Juan Martín Gravina como Supervisor 1 (as Juan Gravina)
- Lucio Baglivo como Supervisor 2
- Joaquín Castellano como Diseñador
- Sabrina Praga como Recepcionista Planta 19
- Rodrigo Poisón como Seguridad Gesconar[5]

## Producción
La producción de Despido procedente fue realizada por la productora española Mr. Monkey Creatividad Publicitaria en su mayoría, productora cuyo jefe es el director Lucas Figueroa. También, una parte minoritaria de la producción se le atribuye a Marcos Fajardo Orellana, que comparte la producción con Lucas Figueroa, y TVE (Televisión Española) ha apoyado y colaborado en la película. La directora de producción es Patricia Milanesi y el asistente de la directora de producción es Pere Capotillo.

### Guion
El guionista de la trama que fue el propio director, Lucas Figueroa. En las recogidas notas del director establece su punto de vista sobre el guion.
La historia parte de una premisa ínfima, como es dar mal una dirección, que acaba en una consecuencia tan destructora que afecta al engaño, al amor, a la ambición y al trabajo desde una perspectiva cómica. En el diálogo no hay prejuicios, por lo que todos los personajes son tratados y enfrentados de la misma manera, buscando la idea de igualdad. Se realiza un guion que trata la crisis desde una perspectiva de trama irónica, que muestra los problemas actuales, al igual que la grandeza de las personas. En definitiva, las historias de los personajes de Despido procedente son tragicómicas, con un humor constante que muestra una realidad dramática que logre hacer reflexionar.

### Rodaje
La película comenzó a rodarse el 25 de abril de 2016 y finalizó dos meses después, el 24 de junio de 2016. El rodaje se realizó en Argentina y en España, concretamente en Buenos Aires y en Madrid. Aunque la trama en el filme transcurre en la ciudad argentina, casi la totalidad del rodaje se llevó a cabo en Madrid, pues en España se grabó 22 días y en Argentina 10 días. Darío Grandinetti comentó en una entrevista que estaba todo bastante preparado antes del rodaje. Había mucho trabajo de “mucha cena y mucho texto, revisando cosas”.

### Banda sonora
El encargado de la banda sonora fue Federico Jusid. Este compositor, pianista y director de orquesta tiene numerosa experiencia en componer música para cine y series de televisión. Él es el responsable de dejar a la película sin ninguna rendija de silencio con las bandas sonoras que incorpora a la película como Milonga de Mis Amores o Waiting For Your Love. 

## Lanzamiento

### Calificación por edades
| Película/Traíler           | Edad recomendada                          |
| -------------------------- | ----------------------------------------- |
| Película (90 min)          | No recomendada para menores de doce años  |
| Tráiler Nº3 (1min, 28seg)  | No recomendada para menores de siete años |
| Tráiler Nº2 (2min, 4 seg)  | No recomendada para menores de doce años  |
| Tráiler Nº1 (1min, 56 seg) | No recomendada para menores de doce años  |

### Estreno
| País      | Fecha de estreno         |
| --------- | ------------------------ |
| España    | 30 de junio de 2017      |
| Argentina | 21 de septiembre de 2017 |

## Recepción

### Comercial
| Cantidad recaudada | Espectadores    |
| ------------------ | --------------- |
| 179.271 €          | 30.666 personas |

### Críticas
"La sátira no deja de serlo por llegar a extremos caricaturescos de situaciones y personajes, pero deriva a suspense y drama progresivamente inverosímiles (…)"  Francisco Marinero. Diario El Mundo.
"Comedia de acción (...) de la que solo sale indemne su reparto (...) una película que nace resquebrajada por su desastroso guion. (...) 'Despido procedente' es un continuo subidón sin tempo cómico ni altura social."  Javier Ocaña: Diario El País 
"No acaba de ser todo lo crítica que se podría desear con el mundo de los ejecutivos (...). Pero no se le puede negar frescura, ligereza, ritmo y un gran sentido del humor que se desprende de todos los actores. (…)"  Nuria Vidal: Fotogramas
"El filme está entre lo mejor filmado por este pionero en viralizar contenidos cinematográficos que es Lucas Figueroa. (…)" Sergio F. Pinilla: Cinemanía
"Entre sus fallas, la comedia con Imanol Arias y Darío Grandinetti tiene demasiados desvíos narrativos en chatos personajes secundarios."  Nazareno Brega: Diario Clarín